# 13231 Blondelet
13231 Blondelet (1998 BL14) là một tiểu hành tinh nằm phía ngoài của vành đai chính được phát hiện ngày 17 tháng 1 năm 1998 bởi Khảo sát thiên thạch OCA-DLR ở Caussols.